# Мария Луиза Савойская
Мари́я Луи́за Саво́йская (итал. Maria Luisa di Savoia; 17 августа 1688, Турин — 14 февраля 1714, Мадрид) — дочь герцога Савойского Виктора Амадея II, супруга короля Испании Филиппа V, мать двух испанских королей. Принцесса, называемая La Savoyana, стала популярна в Испании во время пребывания на посту регента в 1702—1703 годах.

## Биография
Мария Луиза родилась в Королевском дворце в Турине в августе 1688 года и была третьим ребёнком и третьей дочерью из шестерых детей герцога Савойи Виктора Амадея II и его первой жены, французской принцессы Анны Марии Орлеанской. По материнской линии Мария Луиза была внучкой Филиппа, герцога Орлеанского и Генриетты Стюарт. Наиболее близкие отношения у Марии Луизы сложились со старшей сестрой Марией Аделаидой и матерью, которая, вопреки протоколу, занималась воспитанием детей сама. В детстве обе принцессы много времени проводили на вилле делла Реджина в окрестностях Турина и еженедельно навещали бабушку в туринском Палаццо Мадама. Несмотря на свой весёлый и игривый характер, Мария Луиза была прилежной ученицей.
В ноябре 1700 года после смерти бездетного Карла II королём Испании становится Филипп, герцог Анжуйский — второй сын Людовика Великого Дофина. Французское происхождение нового короля мешало его правлению и Филипп решил укрепить союз с Савойским домом, обратившись за помощью к отцу Марии Луизы. Несколькими годами ранее брат Филиппа, Людовик, герцог Бургундский, женился на старшей сестре Марии Луизы, Марии Аделаиде, и в середине 1701 года Филипп попросил руки принцессы у своего деда, короля Людовика XIV, которому Мария Луиза приходилась внучатой племянницей.
Марии Луизе едва исполнилось тринадцать лет, когда 12 сентября 1701 года между ней и Филиппом был заключён брак по договорённости. 18 сентября, сопровождаемая небольшим эскортом, принцесса прибыла в Ниццу. Здесь 20 сентября Мария Луиза встретилась с папой Климентом XI, который преподнёс ей в качестве ритуального подарка Золотую Розу. В течение следующей недели принцесса покинула Ниццу и отплыла в Барселону, где 2 ноября 1701 года состоялась официальная брачная церемония.

### Жизнь в браке
Одной из придворных дам новоиспечённой королевы стала Мари-Анн де Латремуй, принцесса дез Юрсен. В дальнейшем она оказала большое влияние на Марию Луизу, будучи Первой дамой Опочивальни при молодой королеве, которая фактически была ещё ребёнком. Принцесса дез Юрсен также в полной мере использовала все свои привилегии, предусмотренные её должностью: она присутствовала при королеве почти постоянно, сопровождая её, куда бы она ни пошла; присутствовала при тайных и официальных встречах королевы, укрывшись в потайной комнате с шитьём и внимательно слушая; находилась в палатах королевы в самые интимные моменты её жизни; одевала и раздевала королеву и контролировала всякого, кто желал навестить королеву. Вопреки придворному протоколу и традициям, Мария Луиза и Филипп имели общую спальню и, таким образом, принцесса дез Юрсен оказывала влияние и на самого короля.
С самого начала Филипп был очень влюблён в Марию Луизу и, как и в случае с его следующим браком, он был сексуально зависим от неё, поскольку его религиозная щепетильность мешала королю иметь интимную жизнь вне брака. В отличие от того, что считалось нормой при испанском дворе, Филипп V обычно оставался в постели супруги всю ночь и настаивал на своих супружеских правах. Вскоре после официальной брачной церемонии французский посол, герцог Грамон, писал деду Филиппа, Людовику XIV, что Мария Луиза полностью контролирует короля и просил Людовика XIV предупредить Филиппа, чтобы он не позволял королеве доминировать над ним. Марию Луизу описывали как личность удивительно зрелую для своего возраста, политически подкованную, умеющую предельно чётко формулировать мысли и работящую; кроме того, Мария Луиза умела подпитывать пассивного Филиппа V энергией, в которой он нуждался во время участия в войне.
В 1702 году Филипп был вынужден оставить супругу и отправиться воевать в Неаполь в рамках Войны за испанское наследство. Во время отсутствия мужа Мария Луиза правила как регент из Мадрида. Королева показала себя весьма эффективным правителем, успешно осуществлявшим правительственные изменения и настаивавшим на личном и немедленном рассмотрении всех жалоб. Ею всячески поощрялась реорганизация хунты; при этом королева-регент вдохновляла простых людей и целые города вносить пожертвования на ведение войны. Несмотря на юный возраст Марию Луизу восхваляли не только в самом Мадриде, но и по всей Испании. Во время пребывания её на посту регента, королева ежедневно председательствовала в комитете правительства, встречалась с послами, работала в течение нескольких часов с министрами, переписывалась с Филиппом и Савойей, пытаясь предотвратить её переход к врагу.
После возвращения к ней Филиппа в 1703 году Мария Луиза вернулась к своим обычным обязанностям. В следующем году, к неудовольствию королевы, из страны была выслана принцесса дез Юрсен по приказу короля Людовика XIV. Разлука с королевой продлилась недолго: в 1705 году принцесса Урсинская вернулась ко двору.

### Смерть
В 1707 году Мария Луиза родила своего первого сына Луиса I. В последующие шесть лет королева стала матерью ещё трижды. Вскоре после рождения младшего сына Фердинанда VI у Марии Луизы был диагностирован туберкулёз. В феврале 1714 года королева умерла на 26 году жизни. Марию Луизу похоронили в Эскориале.
В декабре 1714 года Филипп V женился во второй раз: его женой стала Изабелла Фарнезе, наследница герцога Пармского, которому она приходилась одновременно племянницей и падчерицей.
В честь Марии Луизы была названа её савойская племянница.

## Дети
В браке с Филиппом V Мария Луиза родила четверых сыновей, двое из которых достигли зрелости и стали королями Испании:
- Луис Филипп (25 августа 1707 — 31 августа 1724) — король Испании; был женат на Луизе Елизавете Орлеанской, пятой дочери Филиппа II, герцога Орлеанского и Франсуазы Марии де Бурбон. Детей не имел.
- Филипп (2—18 июля 1709)
- Филипп Педро[исп.] (7 июня 1712 — 28 декабря 1719)[19]
- Фердинанд (23 сентября 1713 — 10 августа 1759) — король Испании; был женат на Барбаре Португальской, старшей дочери португальского короля Жуана V и Марии Анны Австрийской. Детей не имел.